# Дрю Джінн
Дрю Джінн  (англ. Drew Ginn, 20 листопада 1974) — австралійський веслувальник, олімпійський чемпіон.
Призер чемпіонату світу.

## Виступи на Олімпіадах
| Олімпіада    | Дисципліна                        | Місце |
| ------------ | --------------------------------- | ----- |
| Атланта 1996 | четвірка розстібна без стернового | 1     |
| Афіни 2004   | двійка розстібна без стернового   | 1     |
| Пекін 2008   | двійка розстібна без стернового   | 1     |
| Лондон 2012  | четвірка розстібна без стернового | 2     |